# Mercedes Gallizo
Mercedes Gallizo Llamas (Zaragoza, 2 de diciembre de 1952) es una política española. Desde 2015 es diputada autonómica del Partido Socialista Obrero Español (PSOE) en la Comunidad de Madrid. Ha militado en distintas organizaciones sociales y políticas de izquierdas. Fue diputada autonómica en las Cortes de Aragón y diputada en el Congreso de Diputados durante la VII Legislatura. En abril de 2004, fue nombrada directora general de Instituciones Penitenciarias y desde 2008 hasta 2011 asumió la Secretaría General de Instituciones Penitenciarias en el Ministerio del Interior.

## Biografía
Estudió Filosofía y Letras en la Universidad de Zaragoza y se inició en la política en su época universitaria en el Movimiento Comunista de Aragón mediante los Comités de Estudiantes Revolucionarios de Zaragoza (CERZ). Fue miembro de la Plataforma de Convergencia Democrática de Aragón organismo que agrupaba a todas las fuerzas democráticas durante la Transición. 

### Del MC a IU Aragón
En 1979 se presentó por primera vez como candidata en unas elecciones, en este caso al Senado por el Movimiento Comunista de Aragón, sin salir elegida. 
Posteriormente, a mitad de la década de 1980 se integró en Izquierda Unida de Aragón, llegó a ser miembro de la Ejecutiva Federal de IU, y secretaria general del Partido Democrático de la Nueva Izquierda (PDNI) en Aragón, partido fruto de la corriente interna Nueva Izquierda que acabó constituyéndose en partido político.
Fue miembro de la Comisión Mixta de Transferencias entre la DGA y el Gobierno Central (1987-91) (II Legislatura de las Cortes de Aragón). 

### Pionera en el feminismo aragonés
Gallizo fue pionera del movimiento feminista en Aragón y miembro de la dirección de la Asociación Democrática de Mujeres Aragonesas y del Frente Feminista hasta 1983. Por otro lado, trabajó como especialista en temas de igualdad en el Ayuntamiento de Zaragoza donde fue delegada sindical de Comisiones Obreras y miembro del comité de empresa de 1993 a 1999. En el año 2004 colaboró con la realizadora de televisión Maryse Bergonzat en el documental Viaje al país de las mujeres, una coproducción de las cadenas de televisión Arte y TVE.
A lo largo de su trayectoria política ha mantenido su implicación en la lucha por la igualdad y en la lucha feminista.

### PSOE
Fue miembro de la comisión que decidió la salida del PDNI de Izquierda Unida y negoció su integración en el PSOE. 
En 1999 fue elegida diputada por el PSOE en las elecciones autonómicas aragonesas por la provincia de Zaragoza y presidió la Comisión de Peticiones y Derechos Humanos de las Cortes de Aragón hasta marzo del 2000 tras las elecciones generales en las que obtuvo un escaño el Congreso de los Diputados por la misma provincia. Entre sus cometidos de la legislatura fue responsable del Grupo Parlamentario Socialista en temas penitenciarios en la Comisión de Justicia e Interior.
El 23 de abril de 2004, fue nombrada directora general de Instituciones Penitenciarias y en 2008 Secretaria General de Instituciones Penitenciarias, hasta diciembre de 2011, fecha en la que fue sustituida por Ángel Yuste que había ocupado también antes de 2004 el mismo cargo.
De 2008 a 2011 presidió también el Organismo Autónomo, adscrito al Ministerio de Interior: Trabajo Penitenciario y Formación para el Empleo. 
En 2013 publicó un libro con una selección de los miles de las cartas recibidas de los presos durante el tiempo que fue directora general de Instituciones Penitenciarias.
En mayo de 2015 se presentó a las elecciones a la Comunidad de Madrid como número 4 de la lista socialista que encabezó Ángel Gabilondo y que logró 37 escaños. El 9 de junio de 2015 tomó posesión de su escaño.

## Cargos desempeñados
- Diputada por la provincia de Zaragoza en las Cortes de Aragón (1999-2000).
- Diputada por la provincia de Zaragoza en el Congreso de los Diputados (2000-2004).
- Directora general de Instituciones Penitenciarias (2004-2008).
- Secretaria general de Instituciones Penitenciarias (2008-2011).
- Diputada autonómica en la Comunidad de Madrid (2015 - Actualidad).

## Publicaciones
- Penas y personas. 2.810 días en las prisiones españolas (2013) Editorial Debate

## Premios y reconocimientos
- 2003 Premio "Pregunta del millón" de la Asociación de Periodistas Parlamentarios.[13] premio del que en el 2000 ya fue finalista[14]
- 2007 Premio de la Asociación Ex-Presos Sociales de España.[15]
- 2008 Érguete-Solidaridade X edición Premios de la Asociación de Ayuda al Toxicómano Érguete.[16]
- 2014 Nombrada por la Ministra Francesa de Justicia Christiane Taubira miembro del Consejo Nacional para la Ejecución de las Penas de Francia.[17]